# فن بوذي
الفن البوذي هو الممارسات الفنية التي تأثرت بالبوذية. ومنها الوسائط الفنية التي تصور بوذا والبودسافيين وغيرهم من الكيانات، مثل شخصيات بوذية بارزة سواءً كانت تاريخية أو أسطورية، ومشاهد سردية من حياة كل هؤلاء، والماندالا وغيرها من الرسومات التي تساعد على ممارسة العبادة، بالإضافة إلى أشياء مادية مرتبطة بالممارسة البوذية مثل الفاجراوات والأجراس والستوبات والفن المعماري للمعابد البوذية. نشأ الفن البوذي في شبه القارة الهندية بعد الحياة التاريخية لسيدهارتا غوتاما، من القرن السادس حتى القرن الخامس قبل الميلاد، ثم تطور بعد ذلك من خلال التواصل مع الثقافات الأخرى لأنه انتشر عبر آسيا والعالم.
انتشر الفن البوذي مع زيادة المؤمنين به مع انتشار الدارما وتوطنها وتطورها في كل بلد مستضيف لها. وصل الفن البوذي إلى الشمال عبر وسط آسيا وشرقها كي تكون الفرع الشمالي للفن البوذي، كما وصل إلى الشرق حتى جنوب شرق آسيا لتكوين الفرع الجنوبي للفن البوذي. ازدهر الفن البوذي في الهند وتطور بتطور الفن الهندوسي والجايني، مع بناء مجموعات المعابد معًا، ربما يؤثر كل منها في الآخر.

## التاريخ

### المرحلة ما قبل الأيقونية (القرن الخامس- القرن الأول قبل الميلاد)
أثناء القرن الثاني وحتى القرن الأول قبل الميلاد، بدأت المنحوتات تصبح أكثر وضوحًا، وتظهر فيها مراحل من حياة بوذا وتعاليمه. وكانت في صورة ألواح نذر وأفاريز غالبًا ما تكون ذات علاقة بتزيين الستوبا. بالرغم من أن النحت والأيقونية لهما تاريخ طويل في تقاليد الهند، لم يُمثل بوذا في صورته البشرية أبدًا، ولكن فقط من خلال الرمزية البوذية. يمكن اعتبار هذه الفترة بلا أيقونات.
كان الفنانون يكرهون أن يصوروا بوذا بصورة مجسمة، فطوروا رموزًا معقدة غير أيقونية لتجنب فعل هذا (حتى في المشاهد السردية حيث تظهر شخصيات بشرية أخرى). ظل هذا ما يميلون إليه حتى القرن الثاني الميلادي في الأجزاء الجنوبية من الهند، في مدرسة أمارافاتي. لكن يجادل البعض أنه ربما كانت هناك تمثيلات مجسمة لبوذا مصنوعة من الخشب وربما تكون قد هلكت منذ ذلك الحين. مع ذلك، لم يوجد دليل أثري ذو صلة بالأمر.
يرجع تاريخ الأعمال الأولى  للفن البوذي إلى القرن الأول قبل الميلاد. أصبح معبد مهابودي في بود غايا نموذجًا لمثل هذه الأبنية في بورما وإندونيسيا. ويُقال إن أعمال الفريسكو في سيريجيا أقدم بكثير من رسومات كهوف أجانتا.

### المرحلة الأيقونية (القرن الأول ميلاديًا- الوقت الحاضر)
تصف المصادر التاريخية الصينية واللوحات الجدارية في مدينة حوض تاريم دونهوانغ بدقة رحلات المستكشف والسفير تشان غشيان إلى آسيا الوسطى حتى باختر قرابة عام 130 ميلاديًا، وتصف نفس هذه الجداريات الإمبراطور هان وودي (156-87 قبل الميلاد) وهو يعبد أصنامًا بوذية، وتقول عنهم إنهم «رجال ذهبيون أحضرهم قائد عظيم من هان أثناء حملاته ضد البدو» بالرغم من أنه لم يُذكر في الأدب التاريخي الصيني أن هان وودي كان يعبد بوذا، تقترح هذه الجداريات أن تماثيل بوذا كانت موجودة بالفعل أثناء القرن الثاني قبل الميلاد، وهو ما يربطهم مباشرةً بالهنود الإغريق.
بدأ تمثيل بوذا بصورة مجسمة يظهر من القرن الأول ميلاديًا في بيماران كاسيت في شمال الهند. كانت تُعرف المراكز الرئيسية الثلاثة بغاندارا في مقاطعة نورث ويست فرونتير في باكستان في أمارافاتي ومنطقة ماتهورا في وسط شمال آسيا.

عرفت غاندارا الحضارة الهلنستية أثناء غزوات الإسكندر الأكبر عام 332 قبل الميلاد. ثم تغلب تشاندراغبت موريا (نحو 321-298 قبل الميلاد)، مؤسس الإمبراطورية الماورية، على الحاكم المقدوني أثناء الحرب السلوقية الماورية 305- 303 ق.م. بعد حرب كالينغا، اعتنق البوذية أشوكا حفيد تشاندراغبت (نحو 268- 232 ق.م) الذي كون أكبر إمبراطورية في شبه القارة الهندية. هجر أشوكا الفكر التوسعي وعمل على نشر الدين والفلسفة عبر إمبراطوريته كما تقول مراسيم أشوكا. يدعي أشوكا أنه جعل الشعب اليوناني في مملكته يعتنق البوذية:
«هنا في نطاق الملك بين الإغريق والكامبوجا والنابهاكا والنابهابامكيت والبهوجا والبيتينيكا والأندهرا والباليدا وفي كل مكان يتبع الناس تعاليم محبوب الآلهة في الدارما».
بعدما أسقطت إمبراطورية شونغا الإمبراطورية الماورية، غزت المملكتان الإغريقية البخترية والهندية الإغريقية شمال غرب الهند. فسهلتا انتشار أسلوب الفن الإغريقي البوذي إلى أماكن أخرى من شبه القارة. كان الملك الهندي الإغريقي ميناندير الأول مشهورًا بكونه راعيًا كبيرًا للبوذية فحصل على لقب أرهات. وفي نفس الوقت، اضطهدت بوشياميترا شونغا البوذية، ومن المحتمل أنها فعلت ذلك كي تمحو تراث الإمبراطورية الماورية. فأدى ذلك إلى تراجع الفن البوذي شرق ماتهورا.
آثار الفن البوذي المبكر نادرة جدًا تكاد تتلاشى، لكن تمثل المراحل التالية لكهوف أجانتا الأغلبية العظمى من الأعمال الباقية، أُنشئت على مدار فترة قصيرة نسبيًا استمرت حتى قرابة عام 480 ميلاديًا. وهي أعمال شديدة التعقيد ويتضح أنها أُنتجت في تقليد متطور، ربما يتساوى قدر الأعمال الفنية الدنيوية في القصور مع قدر الأعمال التي تدور حول مواضيع دينية.
استمر الفن البوذي في التطور في الهند لعدة قرون أخرى. تطورت تماثيل ماتهورا المصنوعة من الحجر الرملي الوردي أثناء حقبة الغوبتا (من القرن الربع حتى السادس ميلاديًا) كي تصل إلى مستوىً رفيع من دقة التنفيذ ورقة التصميم. كان فن مدرسة الغوبتا ذا تأثير كبير في كل مكان تقريبًا في باقي آسيا. في نهاية القرن الثاني عشر ميلاديًا، أصبحت البوذية في أوج مجدها غير محفوظة إلا في منطقة الهيمالايا في الهند. كانت هذه المناطق بحكم موقعها على اتصال وثيق بالتبت والصين، فنجد مثلًا أن فن لداخ وتقاليدها تحمل طابعًا من التأثير التبتي والصيني. 
بينما توسعت البوذية خارج حدود الهند من القرن الأول ميلاديًا، امتزجت المجموعة الفنية خاصتها بتأثيرات فنية أخرى، ما أدى إلى تشعب متنامٍ بين البلاد التي آمنت بها.
- أُسس الطريق الشمالي من القرن الأول ميلاديًا عبر آسيا الوسطى ونيبال والتبت وبهوتان والصين وكوريا واليابان والفيتنام حيث سادت بوذية ماهايانا.
- وامتد الطريق الجنوبي حيث هيمنت بوذية تيرافادا عبر ميانمار وسيريلانكا وتايلاند وكامبوديا ولاوس.

## الفن البوذي الشمالي
بدأ انتقال البوذية إلى آسيا الوسطى والصين ثم كوريا واليابان في النهاية عبر طريق الحرير في القرن الأول ميلاديًا مع مهمة شبه أسطورية بعث بها الإمبراطور مينغ إلى الغرب (58-75 م). لكن حدثت اتصالات واسعة في القرن الثاني الميلادي، ربما كنتيجة لتوسع الإمبراطورية الكوشانية في مقاطعة حوض تاريم الصينية، بجهود تبشيرية بذلها عدد كبير من الرهبان البوذيين من آسيا الوسطى إلى الأراضي الصينية. كان المبشرون الأوائل ومترجمو النصوص البوذية إلى الصينية مثل لوكاكيزما، من فرثيا أو من الإمبراطورية الكوشانية أو من بلاد الصغد أو كوتشيا.